# My Man Is a Mean Man
My Man Is a Mean Man (englisch für „Mein Mann ist ein fieser Mann“) ist ein Lied und die Debütsingle der Schweizer Popsängerin Stefanie Heinzmann aus dem Jahr 2008. Sie gewann mit dem Titel die Castingshow SSDSDSSWEMUGABRTLAD von Stefan Raab.

## Entstehung und Veröffentlichung
Geschrieben wurde das Lied gemeinsam von Pauline Oloffson, Marcus Sepehrmanesh und Tommy Tysper. Tysper zeichnete zudem, zusammen mit Gustav Jonsson, für die Produktion verantwortlich.
Die Erstveröffentlichung von My Man Is a Mean Man erfolgte als Single am 11. Januar 2008 bei Polydor. Diese erschien zum einen als CD-Maxi-Single und Download mit nur dem Titel My Man Is a Mean Man sowie als Extra einen sogenannten „Stefanie Heinzmann-Desktop Player“, mit einer unveröffentlichten Videodokumentation, Fotos und Making-of Bilder und dem Musikvideo (Katalognummer: 1757982). Darüber hinaus erschien am gleichen Tag eine Maxi-Single, die als B-Seiten die Titel der anderen Finalteilnehmer von SSDSDSSWEMUGABRTLAD (Katalognummer: 1757981) beinhaltet. Am 7. März 2008 erschien das Lied als Teil von Heinzmanns Debütalbum Masterplan (Katalognummer: 06025 1764297), dessen erste Singleauskopplung es ist.
Im Zuge der Fernsehsendung Meylensteine nahm Heinzmann das Lied im Duett mit dem deutschen Singer-Songwriter Gregor Meyle auf, mit dem sie seinerzeit im Finale von SSDSDSSWEMUGABRTLAD stand. Diese Version erschien am 12. Juni 2015 auf dem dazugehörigen Sampler (Katalognummer: Meylemusic 27016).

## Inhalt
Die Protagonistin besingt ihren Lebenspartner als einen Mann, der sehr unabhängig das macht, was er will. Er kommt und geht, wann er will, ohne ihr etwas zu sagen. Er geht abends alleine weg, um zu trinken, und kommt erst sehr früh morgens wieder nach Hause. Obwohl sie praktisch nur eine Telefonbeziehung pflegen, liebt sie ihren Mann trotz alledem und verteidigt ihn auch gegenüber anderen Stimmen, wie z. B. der ihrer Mutter. Das Lied enthält einen markanten Background-Chor, der auch als Opener des Liedes fungiert („Na, na, na, na, na“).

## SSDSDSSWEMUGABRTLAD
Stefanie Heinzmann konnte sich mit dem Lied im Finale am 10. Januar 2008 der Castingshow SSDSDSSWEMUGABRTLAD gegen den Country-Musiker Mario Strohschänk (Don’t Feel Sorry for Me), der Rockmusikerin Steffi List (Break the Silence) und den Singer-Songwriter Gregor Meyle (Niemand) durchsetzen.

## Kommerzieller Erfolg

### Chartplatzierungen
| ChartsChartplatzierungen | Höchstplatzierung | Wochen |
| ------------------------ | ----------------- | ------ |
| Deutschland (GfK)        | 3 (30 Wo.)        | 30     |
| Österreich (Ö3)          | 6 (20 Wo.)        | 20     |
| Schweiz (IFPI)           | 1 (31 Wo.)        | 31     |

| ChartsJahrescharts (2008) | Platzierung |
| ------------------------- | ----------- |
| Deutschland (GfK)         | 11          |
| Österreich (Ö3)           | 42          |
| Schweiz (IFPI)            | 12          |

### Auszeichnungen für Musikverkäufe
| Land/Region        | Auszeichnungen für Musikverkäufe (Land/Region, Auszeichnung, Verkäufe) | Verkäufe |
| ------------------ | ---------------------------------------------------------------------- | -------- |
| Deutschland (BVMI) | Gold                                                                   | 150.000  |
| Insgesamt          | 1× Gold ·                                                              | 150.000  |